# Synagoga Neudeggergasse w Wiedniu
Synagoga Neudeggergasse w Wiedniu (niem. Synagoge Neudeggergasse in Wien) – nieistniejąca synagoga, która znajdowała się w Wiedniu, stolicy Austrii, przy Neudeggergasse 12.
Synagoga została zbudowana w 1903 roku, według projektu architekta Maxa Fleischera. Służyła żydowskiej społeczności zamieszkującej dzielnice Neubau i Josefstadt. Podczas nocy kryształowej z 9 na 10 listopada 1938 roku, bojówki hitlerowskie spaliły synagogę. Podczas budowania nowych budynków w 1998 roku, części poprzedzające fasadę zostały odbudowane, lecz właściciel budynku nie wyraził chęci na odbudowanie elewacji frontowej.
Murowany z cegły budynek synagogi wzniesiono na planie prostokąta w stylu neogotyckim. Główna sala modlitewna była rozdzielona kolumnami do trzech naw, posiadała ponad 300 miejsc siedzących, a po bokach znajdowały się galerie dla kobiet. Synagoga miała wspaniałą akustykę.